# Kamenskij rajon (Oblast' di Voronež)
Il Kamenskij rajon (in russo Каменский район?) è un rajon dell'Oblast' di Voronež, nella Russia europea, il cui capoluogo è Kamenka. Istituito nel 1928, ricopre una superficie di 1.030 chilometri quadrati.